# Superliga de Suiza 2007-08
La Superliga de Suiza 2007-08 fue la 111.ª temporada de la máxima categoría del fútbol suizo.

## Tabla de posiciones

### Play-off de descenso
| Equipo 1      | Agr. | Equipo 2      | Ida | Vuelta |
| ------------- | ---- | ------------- | --- | ------ |
| AC Bellinzona | 5:2  | FC St. Gallen | 3:2 | 2:0    |

AC Bellinzona asciende a la Superliga por un global de 5-2.

## Goleadores
| #  | Jugador            | Club                    | Goles |
| -- | ------------------ | ----------------------- | ----- |
| 1  | Hakan Yakın        | BSC Young Boys          | 24    |
| 2  | Thomas Häberli     | BSC Young Boys          | 18    |
| 2  | Raúl Bobadilla     | Grasshopper Club Zürich | 18    |
| 4  | Álvaro Saborío     | FC Sion                 | 17    |
| 5  | Mauro Lustrinelli  | FC Luzern               | 14    |
| 6  | Marco Streller     | FC Basel                | 12    |
| 6  | Raffael            | FC Zürich               | 12    |
| 6  | Rogério            | FC Aarau                | 12    |
| 9  | Francisco Aguirre  | FC St. Gallen           | 11    |
| 10 | Daniel Majstorović | FC Basel                | 10    |

## Premios
- Jugador del Año:  Hakan Yakın (BSC Young Boys)
- Gol del Año:  Mauro Lustrinelli (FC Luzern, contra FC Basel)
- Entrenador del Año:  Christian Gross (FC Basel)
- Jugador Joven del Año:  Eren Derdiyok (FC Basel)
- Premio al Juego Limpio: FC Aarau